# ジャヤプラカーシャ・マッラ

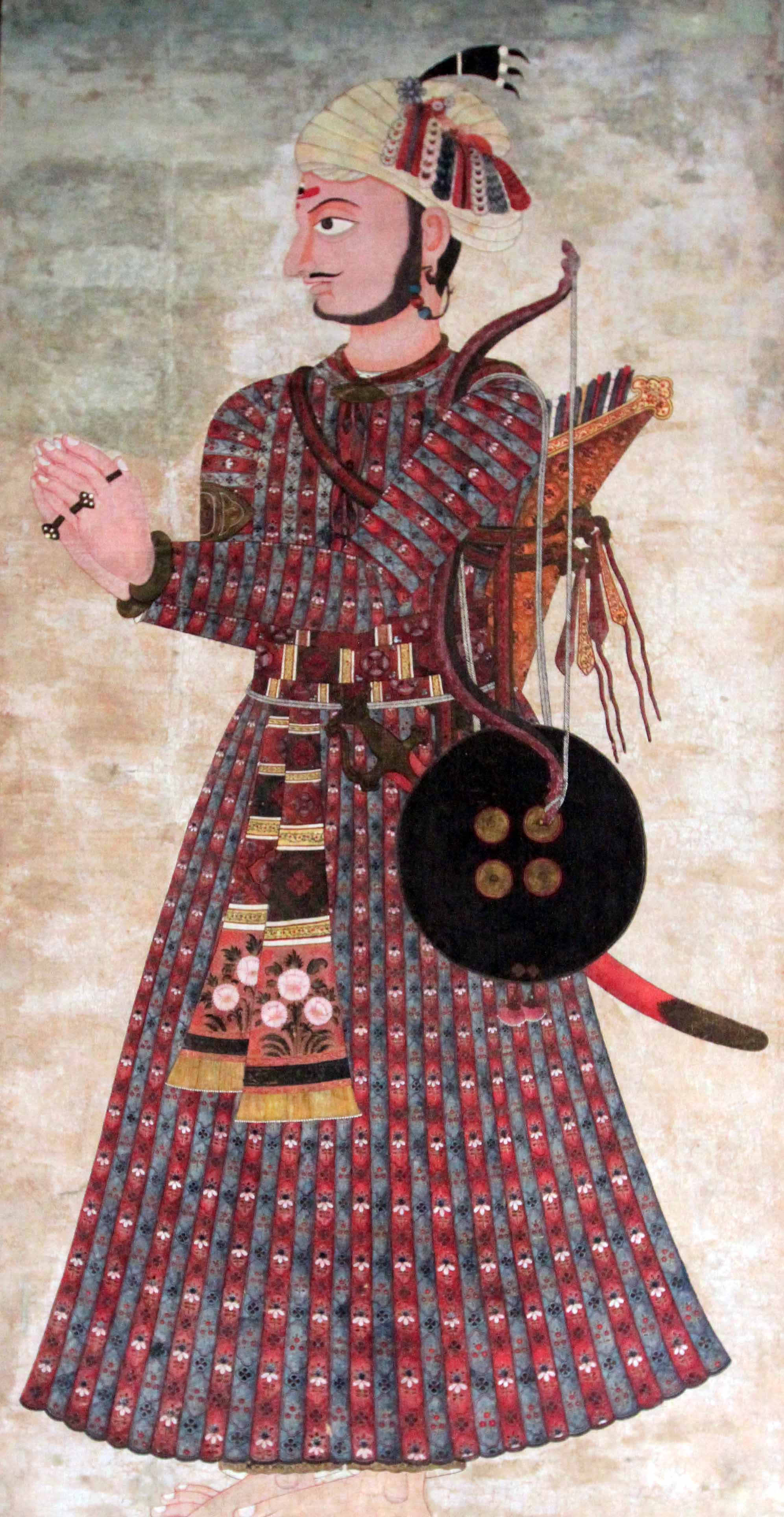
ジャヤプラカーシャ・マッラ

ジャヤプラカーシャ・マッラ（ネパール語：जयप्रकाश मल्ल Jayaprakasha Malla、生年不詳 - 1769年）は、ネパール、カトマンズ・マッラ朝の君主（在位：1736年 - 1746年、1750年  - 1768年）。

## 生涯
1736年、ゴルカ王ナラ・ブーパール・シャハはカトマンズ領ヌワコートを攻めた。だが、カトマンズをはじめ三都マッラ朝の連合軍はゴルカを破って撃退することに成功した。そのため、ゴルカはカトマンズ、バクタプルに使節を派遣し、ナラ・ブーパールはバクタプルラナジット・マッラと、ゴルカ王太子のプリトビ・ナラヤン・シャハはカトマンズ王太子のジャヤプラカーシャ・マッラと盟友関係を結んだ。
同年、父ジャガッジャヤ・マッラが死亡した。これにより、ジャヤプラカーシャが弟ラージャプラカーシャ・マッラの支持もあって王位を継承した。
その後すぐ、王の粗暴な性格を嫌った重臣の一部がナレーンドラプラカーシャ・マッラを擁立したが、ジャヤプラカーシャはこれを撃破した。ナレーンドラプラカーシャはパタンへと逃げ、客死した。
その後、ラージャプラカーシャを擁立しようとする重臣を恐れ、ラージャプラカーシャを追放した。だが、パタンに逃れたラージャプラカーシャはパタン王に庇護され、パタンとの間に亀裂が生じた。これにゴルカ王国の君主プリトビ・ナラヤン・シャハが目をつけ、ゴルカ・バクタプルの連合軍にヌワコートなどを奪われてしまい、王の威信は大きく傷ついた。
1746年、ジャヤプラカーシャは反王派により追い出され、息子のジョーティプラカーシャ・マッラが王位につけられた。ジャヤプラカーシャはパタンやバクタプルなど転々とし、1750年に反王派の内紛に乗して王位を取り返した。
だが、その後はゴルカの盆地経済封鎖によって財政は悪化した。ジャヤプラカーシャは寺院を財宝を奪ったばかりか、チベット盗賊を使ってバクタプルやパタンの領内で略奪させた。
1768年9月25日夜半、カトマンズの市民はインドラ・ジャートラーの大祭に酔いしれていた。ゴルカはこの虚を突いてカトマンズを攻め、あっけなく王宮は制圧された。ジャヤプラカーシャ王はパタンに逃げたが、10月6日にここもゴルカに制圧された。
ジャヤプラカーシャはパタン王テージャナラシンハ・マッラとともにバクタプル王ラナジットの庇護を受けた。ゴルカは二人を引き渡すように求めたが、ラナジットは拒否した。
1769年11月10日、ゴルカがバクタプルを攻めた。三王は交戦したが、12日にジャヤプラカーシャが左足に銃弾を受け、戦況は一方的になった。バクタプルは降伏し、三王は捕らえられた。プリトビ・ナラヤンは三王に希望を聞き、ジャヤプラカーシャは次のように答えた。
| 「 | 神の恩寵により余は長きに渡り、王国を統治して王たる権威を享受した。数多くの記念碑も建てた。今やパシュパティのアーリヤ・ガート（王火葬場）に運ばれて解脱を得る以外に望みはない。 | 」 |

その後、ジャヤプラカーシャはパシュパティナート寺院に運ばれ、それから間もなく死去した。